# نهائي كأس فرنسا 2012
نهائي كأس فرنسا 2012 هي المباراة النهائية من منافسة كأس فرنسا 2011–12، أقيمت المباراة في 28 أبريل 2012، في ملعب فرنسا، بين فريقي أولمبيك ليون، ونادي كويفيلي، وفاز فيها أولمبيك ليون، وكان حكم المباراة Hervé Piccirillo ‏، وحضر المباراة 76229 شخصاً.